# Aero the Acro-Bat 2
『Aero the Acro-Bat 2』は、アメリカのIguana Entertainmentが開発しサンソフトより欧米で1994年に発売されたアクションゲーム。日本でのタイトルは、2024年9月6日発売されたNintendo Switch版が『エアロ ザ アクロバット 2』、同日発売されたPlayStation 4/PlayStation 5/Xbox One/Xbox Series X/S版は『Aero The Acro-Bat 2』となっている。

## 概要
1993年に発売された『Aero the Acro-Bat』の続編。1994年夏にシカゴで開催されたコンシューマー・エレクトロニクス・ショーの中で公開された。なお、前作はゲームボーイアドバンス向けのリメイク版が2002年に発売されており、当初の計画では、本作およびスピンオフ作品の『Zero the Kamikaze Squirrel』のリメイク版もリリース予定だったが発売に至っていない。
エンドクレジットでは、1994年5月に事故死したレーシングドライバーのアイルトン・セナを追悼する表記がある。

## ストーリー
物語は、前作でエアロが最終ボスのエドガー・エクターを撃破した直後から始まる。
サーカス団への復讐のために団員を誘拐したエドガー・エクターだったが、サーカス団のスターであるエアロの活躍によって追い詰められた末に、自身が根城としていた博物館の高所から突き落とされる。しかしその落下中、部下のリスのゼロが操縦する飛行装置が飛来して彼の体を拾い上げ、地面への墜落を免れる。エドガーはゼロに対して「プランB」を実行するよう命じる。
一方、戦いを終えたエアロはエドガーの博物館内部の探索を行っていたが、ある広間で宙に浮かぶ大きな魔法の箱を発見する。エアロがその中に入って調べようとした時、突然振動し始め、エアロもろとも別の場所に転移する。エアロは、魔法の箱で様々な場所を訪れながら団員の行方を捜すことになる。

## システム
各ステージは前作よりも広大になり、隠し通路や隠し部屋が存在することもある。前作ではステージごとにクリア条件が設定されていたが本作はゴール地点に到達すればクリアというシンプルなものになり、ステージクリアまでの時間制限もなくなっている。
ステージ内には「A」「E」「R」「O」の4つの文字が隠されており、これらを全て見つけた状態でステージをクリアすると、ボーナスゲームとして、伏せた3つのカップをシャッフルした後に中身が入っているものを当てるスリーシェルゲームが行われる。